# 九州学生ラグビーフットボールリーグ
九州学生ラグビーフットボールリーグ（きゅうしゅうがくせいラグビーフットボールリーグ）は、九州ラグビーフットボール協会が主催する、九州・沖縄地区の大学ラグビー競技会。略して「九州学生リーグ」ともいう。総当たり戦の後、上位チームによる順位決定トーナメントを行い、優勝チームは大学選手権の出場権を得る。毎年9月から11月にかけて行われる。
1972年度から1992年度までは福岡県内の大学リーグだった。1993年度から九州・沖縄地区全体の大学リーグになった。
2025年度時点で、九州・沖縄地区の大学18チームが3つのレベル（リーグA、リーグB、リーグC）に分かれて参加している。

## 歴史
ここでは、最上位グループとなる「九州学生リーグA」を中心に述べる。

### 福岡県大学リーグとして
1972年度（昭和47年度）から1976年度（昭和51年度）まで行われた福岡県内大学の総当たり戦「福岡大学リーグ戦 Aリーグ」が前身となる。
1977年度（昭和52年度）に名称が「九州大学リーグ戦 Aリーグ」となり、以後、「九州大学対抗戦 Aグループ」「九州学生対抗戦」「九州学生リーグ」と名称が変わっていった。上位入賞チームは、九州・沖縄地区の予選大会（九州地区対抗大学大会、のちの九州大学選手権）に進み、九州・沖縄地区の他県チームと共に、大学選手権出場権を目指していた。

### 九州・沖縄地区大会に拡大
1993年度（平成5年度）から、九州・沖縄地区全体の「九州学生リーグ 1部」となり、九州・沖縄地区において大学選手権への出場権は、本大会の優勝チームに与えられることになった。

### 順位決定トーナメントの導入
2004年度（平成16年度）から、総当たり戦の上位8チームによる順位決定トーナメントが行われるようになった。
ただし、2010年度（平成22年度）から2015年度（平成27年度）までは、「順位決定リーグ」で再度 総当たり戦を行って優勝を競った。
2022年度（令和4年度）から、最上位グループの名称は「九州学生リーグ 1部 」から「九州学生リーグA 」に変わった。

## 出場チーム
2025年度（令和7年度）現在。
それぞれのリーグで総当たり戦の後、リーグAの上位4チームで1位～4位決定トーナメント、リーグAの下位2チームと リーグBの上位2チームの 計4チームで5位～8位決定トーナメントを行う。

### リーグA
【6チーム】福岡工業大学、九州共立大学、日本文理大学、福岡大学、西南学院大学、鹿児島大学
- 2025年9月20日 - 10月26日。各チーム5試合ずつ、5節に分けて計15試合を行う。

### リーグB
【6チーム】九州大学、熊本大学、大分大学、沖縄国際大学、宮崎大学、立命館アジア太平洋大学
- 2025年9月21日 - 11月16日。各チーム5試合ずつ、5節に分けて計15試合を行う。

### リーグC
【6チーム】志學館大学、九州産業大学、九州工業大学、名桜大学、佐賀大学、長崎大学
- リーグCは35分ハーフで実施[5]。
- 2025年9月20日 - 11月1日。各チーム5試合ずつ、5節に分けて計15試合を行う。

### ジュニアリーグ
【4チーム】福岡工業大学、九州共立大学、福岡大学、日本文理大学
- ジュニアリーグは、部員数が多いチームにおいて、リーグ戦への出場経験が少ない選手に向けて設けられた。実践経験を積み、スキルを磨く場として位置づけられている[6]。
- 2025年9月6日 - 11月22日。各チーム6試合ずつ（同じ相手と2試合ずつ）、6節に分けて計12試合を行う。

## 順位決定トーナメント
2025年度（令和7年度）現在。2025年11月8日 - 16日に実施。
- 1～4位決定戦（トーナメント） - リーグAの上位4チーム。優勝チームは大学選手権に出場する。
- 5～8位決定戦（トーナメント） - リーグAの下位2チームと、リーグBの上位2チーム。優勝チームは全国地区対抗大学大会に出場する。

## 歴代順位表
出典：

### 最上位グループ順位表
は、大学選手権へ出場。 は、2部への降格。1993年度、2022年度、2023年度は、最上位グループ10チーム体制。
| 福岡県内のリーグ時代           |                  |                  |                  |                  |                  |                  |                  |          |                                                     |                                                     |              |                         |
| 年度                           | 優勝             | 2位              | 3位              | 4位              | 5位              | 6位              | 7位              | 8位      |                                                     |                                                     | 備考         | リーグ名                |
| 1972                           | 九州産業         | 福岡             | 福岡工業         | 九州             | 北九州市         | 西南学院         | 九州歯科         | 九州工業 |                                                     |                                                     |              | 福岡大学リーグ戦Aリーグ |
| 1973                           | 公式でも順位不明 | 公式でも順位不明 | 公式でも順位不明 | 公式でも順位不明 | 公式でも順位不明 | 公式でも順位不明 | 公式でも順位不明 |          |                                                     |                                                     |              | 福岡大学リーグ戦Aリーグ |
| 1974                           | 九州産業         | 福岡             | 西南学院         | 福岡工業         | 九州             | 北九州市         | 九州歯科         |          |                                                     |                                                     |              | 福岡大学リーグ戦Aリーグ |
| 1975                           | 福岡工業         | 西南学院         | 福岡             | 九州産業         | 九州歯科         | 北九州市         | 九州             |          |                                                     |                                                     |              | 福岡大学リーグ戦Aリーグ |
| 1976                           | 福岡             | 西南学院         | 福岡工業         | 九州産業         | 九州歯科         | 福岡教育         | 北九州市         |          |                                                     |                                                     |              | 福岡大学リーグ戦Aリーグ |
| 1977                           | 福岡工業         | 西南学院         | 九州産業         | 福岡             | 九州             | 福岡教育         | 九州歯科         |          |                                                     |                                                     |              | 九州大学リーグ戦Aリーグ |
| 1978                           | 福岡工業         | 福岡             | 九州産業         | 西南学院         | 福岡歯科         | 九州             |                  |          |                                                     |                                                     |              | 九州大学対抗戦Aグループ |
| 1979                           | 福岡工業         | 九州産業         | 福岡             | 福岡歯科         | 九州             | 西南学院         |                  |          |                                                     |                                                     |              | 九州大学対抗戦Aグループ |
| 1980                           | 福岡             | 福岡工業         | 九州産業         | 九州             | 福岡歯科         | 西南学院         |                  |          |                                                     |                                                     |              | 九州大学対抗戦Aグループ |
| 1981                           | 福岡             | 福岡工業         | 九州産業         | 福岡教育         | 九州             | 福岡歯科         |                  |          |                                                     |                                                     |              | 九州学生対抗戦          |
| 1982                           | 福岡工業         | 福岡             | 九州産業         | 九州             | 福岡教育         | 福岡歯科         |                  |          |                                                     |                                                     |              | 九州学生対抗戦          |
| 1983                           | 福岡工業         | 九州産業         | 福岡             | 西南学院         | 九州             | 福岡教育         |                  |          |                                                     |                                                     |              | 九州学生対抗戦          |
| 1984                           | 福岡工業         | 福岡             | 九州             | 九州産業         | 西南学院         | 福岡教育         |                  |          |                                                     |                                                     |              | 九州学生対抗戦          |
| 1985                           | 福岡工業         | 福岡             | 九州産業         | 西南学院         | 九州             | 福岡教育         |                  |          |                                                     |                                                     |              | 九州学生対抗戦          |
| 1986                           | 福岡             | 福岡工業         | 九州産業         | 九州             | 西南学院         | 福岡教育         |                  |          |                                                     |                                                     |              | 九州学生対抗戦          |
| 1987                           | 福岡             | 九州産業         | 九州             | 福岡工業         | 福岡教育         | 西南学院         | 八幡             |          |                                                     |                                                     |              | 九州学生対抗戦          |
| 1988                           | 福岡             | 福岡工業         | 西南学院         | 九州産業         | 九州             | 福岡教育         | 八幡             |          |                                                     |                                                     |              | 九州学生対抗戦          |
| 1989                           | 福岡             | 福岡工業         | 西南学院         | 九州産業         | 九州             | 九州国際         | 福岡教育         |          |                                                     |                                                     |              | 九州学生対抗戦          |
| 1990                           | 福岡             | 福岡工業         | 西南学院         | 九州国際         | 九州             | 九州産業         | 福岡教育         |          |                                                     |                                                     |              | 九州学生対抗戦          |
| 1991                           | 福岡             | 西南学院         | 九州産業         | 福岡工業         | 九州             | 九州国際         | 福岡教育         |          |                                                     |                                                     |              | 九州学生対抗戦          |
| 1992                           | 九州産業         | 西南学院         | 福岡工業         | 九州             | 福岡教育         | 第一経済         | 九州国際         |          |                                                     |                                                     |              | 九州学生対抗戦          |
| 九州・沖縄地区全体のリーグ時代 |                  |                  |                  |                  |                  |                  |                  |          |                                                     |                                                     |              |                         |
| 年度                           | 優勝             | 2位              | 3位              | 4位              | 5位              | 6位              | 7位              | 8位      | 9位                                                 | 10位                                                | 備考         | リーグ名                |
| 1993                           | 福岡             | 九州国際         | 第一経済         | 九州産業         | 福岡工業         | 西南学院         | 鹿屋体育         | 九州     | 福岡教育                                            | 熊本                                                |              | 九州学生リーグ1部       |
| 1994                           | 西南学院         | 福岡             | 九州国際         | 鹿屋体育         | 福岡工業         | 九州             | 第一経済         | 九州産業 |                                                     |                                                     |              | 九州学生リーグ1部       |
| 1995                           | 九州国際         | 福岡             | 西南学院         | 鹿屋体育         | 第一経済         | 九州             | 福岡工業         | 福岡教育 |                                                     |                                                     |              | 九州学生リーグ1部       |
| 1996                           | 福岡             | 鹿屋体育         | 西南学院         | 九州国際         | 福岡工業         | 第一経済         | 九州             | 九州産業 |                                                     |                                                     |              | 九州学生リーグ1部       |
| 1997                           | 福岡             | 九州国際         | 第一経済         | 鹿屋体育         | 九州産業         | 西南学院         | 九州             | 福岡工業 |                                                     |                                                     |              | 九州学生リーグ1部       |
| 1998                           | 福岡             | 九州産業         | 鹿屋体育         | 福岡工業         | 九州国際         | 西南学院         | 第一経済         | 熊本     |                                                     |                                                     |              | 九州学生リーグ1部       |
| 1999                           | 福岡             | 福岡工業         | 鹿屋体育         | 西南学院         | 九州産業         | 第一経済         | 鹿児島           | 九州国際 |                                                     |                                                     |              | 九州学生リーグ1部       |
| 2000                           | 福岡工業         | 福岡             | 鹿屋体育         | 第一経済         | 西南学院         | 九州産業         | 鹿児島           | 沖縄国際 |                                                     |                                                     |              | 九州学生リーグ1部       |
| 2001                           | 福岡             | 鹿屋体育         | 福岡工業         | 九州共立         | 西南学院         | 鹿児島           | 第一経済         | 九州産業 |                                                     |                                                     |              | 九州学生リーグ1部       |
| 2002                           | 鹿屋体育         | 福岡             | 九州共立         | 福岡工業         | 九州産業         | 鹿児島           | 西南学院         | 第一経済 |                                                     |                                                     |              | 九州学生リーグ1部       |
| 2003                           | 福岡工業         | 福岡             | 九州共立         | 鹿屋体育         | 九州国際         | 九州産業         | 鹿児島           | 西南学院 |                                                     |                                                     |              | 九州学生リーグ1部       |
| 2004                           | 福岡             | 福岡工業         | 鹿屋体育         | 九州共立         | 九州             | 九州国際         | 北九州市         | 九州産業 |                                                     |                                                     |              | 九州学生リーグ1部       |
| 2005                           | 福岡             | 福岡工業         | 九州共立         | 九州             | 鹿屋体育         | 長崎             | 北九州市         | 九州国際 |                                                     |                                                     |              | 九州学生リーグ1部       |
| 2006                           | 福岡             | 福岡工業         | 九州共立         | 志學館           | 九州             | 長崎             | 鹿児島           | 鹿屋体育 |                                                     |                                                     |              | 九州学生リーグ1部       |
| 2007                           | 福岡             | 福岡工業         | 九州共立         | 志學館           | 長崎             | 鹿児島           | 九州             | 九州産業 |                                                     |                                                     |              | 九州学生リーグ1部       |
| 2008                           | 福岡             | 福岡             | 志學館           | 九州共立         | 九州             | 長崎             | 九州産業         | 鹿児島   | 決勝36-36の両校優勝。トライ数で大学選手権出場決定。 | 決勝36-36の両校優勝。トライ数で大学選手権出場決定。 |              | 九州学生リーグ1部       |
| 2008                           | 福岡工業         |                  | 志學館           | 九州共立         | 九州             | 長崎             | 九州産業         | 鹿児島   | 決勝36-36の両校優勝。トライ数で大学選手権出場決定。 | 決勝36-36の両校優勝。トライ数で大学選手権出場決定。 |              | 九州学生リーグ1部       |
| 2009                           | 福岡             | 九州共立         | 福岡工業         | 志學館           | 日本文理         | 九州             | 長崎             | 九州産業 |                                                     |                                                     |              | 九州学生リーグ1部       |
| 2010                           | 福岡             | 福岡工業         | 日本文理         | 九州共立         | 鹿児島           | 志學館           | 九州             | 西南学院 |                                                     |                                                     |              | 九州学生リーグ1部       |
| 2011                           | 福岡工業         | 福岡             | 日本文理         | 九州共立         | 鹿児島           | 西南学院         | 志學館           | 熊本     |                                                     |                                                     |              | 九州学生リーグ1部       |
| 2012                           | 福岡工業         | 九州共立         | 福岡             | 日本文理         | 九州             | 鹿児島           | 長崎             | 西南学院 |                                                     |                                                     |              | 九州学生リーグ1部       |
| 2013                           | 福岡工業         | 九州共立         | 鹿児島           | 福岡             | 日本文理         | 志學館           | 九州             | 長崎     |                                                     |                                                     |              | 九州学生リーグ1部       |
| 2014                           | 福岡工業         | 福岡工業         | 福岡             | 鹿児島           | 日本文理         | 九州             | 志學館           | 長崎     | 両校優勝。得失点差で大学選手権の出場が決定。        | 両校優勝。得失点差で大学選手権の出場が決定。        |              | 九州学生リーグ1部       |
| 2014                           | 九州共立         |                  | 福岡             | 鹿児島           | 日本文理         | 九州             | 志學館           | 長崎     | 両校優勝。得失点差で大学選手権の出場が決定。        | 両校優勝。得失点差で大学選手権の出場が決定。        |              | 九州学生リーグ1部       |
| 2015                           | 福岡工業         | 九州共立         | 福岡             | 日本文理         | 鹿児島           | 九州             | 長崎             | 沖縄国際 |                                                     |                                                     | [ 9 ] [ 10 ] | 九州学生リーグ1部       |
| 2016                           | 福岡工業         | 福岡             | 九州共立         | 鹿児島           | 日本文理         | 九州             | 西南学院         | 熊本     |                                                     |                                                     | [ 11 ]       | 九州学生リーグ1部       |
| 2017                           | 福岡             | 日本文理         | 福岡工業         | 九州共立         | 九州             | 鹿児島           | 西南学院         | 志學館   |                                                     |                                                     | [ 12 ]       | 九州学生リーグ1部       |
| 2018                           | 福岡工業         | 九州共立         | 福岡             | 日本文理         | 鹿児島           | 西南学院         | 九州             | 志學館   |                                                     |                                                     | [ 13 ]       | 九州学生リーグ1部       |
| 2019                           | 九州共立         | 福岡             | 福岡工業         | 日本文理         | 鹿児島           | 九州             | 西南学院         | 志學館   |                                                     |                                                     | [ 14 ]       | 九州学生リーグ1部       |
| 2020                           | 福岡工業         | 日本文理         | 九州共立         | 福岡             | 鹿児島           | 西南学院         | 九州             | 志學館   |                                                     |                                                     | [ 15 ]       | 九州学生リーグ1部       |
| 2021                           | 福岡             | 九州共立         | 福岡工業         | 日本文理         | 鹿児島           | 西南学院         | 九州             | 志學館   |                                                     |                                                     | [ 2 ]        | 九州学生リーグ1部       |
| 2022                           | 福岡工業         | 九州共立         | 鹿児島           | 福岡             | 日本文理         | 西南学院         | 九州             | 熊本     | 志學館                                              | 宮崎                                                | [ 3 ]        | 九州学生リーグA         |
| 2023                           | 福岡工業         | 九州共立         | 福岡             | 日本文理         | 西南学院         | 鹿児島           | 九州             | 熊本     | 志學館                                              | 大分                                                | [ 16 ]       | 九州学生リーグA         |
| 2024                           | 福岡工業         | 九州共立         | 日本文理         | 福岡             | 西南学院         | 鹿児島           | 九州             | 熊本     |                                                     |                                                     | [ 17 ]       | 九州学生リーグA         |
| 2025                           |                  |                  |                  |                  |                  |                  |                  |          |                                                     |                                                     |              | 九州学生リーグA         |
| 年度                           | 優勝             | 2位              | 3位              | 4位              | 5位              | 6位              | 7位              | 8位      | 9位                                                 | 10位                                                | 備考         | リーグ名                |

## 関連する大会
- Kyushu Spring Championship 2025（社会人チームとの交流大会）
- 全国大学ラグビーフットボール選手権大会（大学選手権）
- 九州大学ラグビーフットボール選手権 - 1951年から1992年まで行われていた九州大学対抗戦